# Baron Hartland
Baron Hartland, of Strokestown in the County of Roscommon, war ein erblicher britischer Adelstitel in der Peerage of Ireland.
Der Titel wurde am 31. Juli 1800 für den irischen Politiker Maurice Mahon geschaffen und erlosch als dessen jüngerer Sohn, der 3. Baron, am 11. November 1845 kinderlos starb.

## Liste der Barons Hartland (1800)
- Maurice Mahon, 1. Baron Hartland (1738–1819)
- Thomas Mahon, 2. Baron Hartland (1766–1835)
- Maurice Mahon, 3. Baron Hartland (1772–1845)